# Sonate voor cello en piano (Debussy)
Claude Debussy's Sonate voor cello en piano (L 135) is een van zijn latere werken. De sonate werd in 1915 gecomponeerd. De sonate was het eerste deel uit een geplande serie van zes sonates voor verschillende instrumenten waar Debussy er maar drie van componeerde. De sonate wordt geroemd om de beknoptheid, daar de sonate ongeveer een duur van 10 minuten heeft.
De sonate is opgebouwd uit drie delen:
1. Lent, sostenuto e molto risoluto
2. Sérénade: Modérément animé
3. Final: Animé, léger et nerveux

De laatste twee delen worden samengevoegd door een attacca. Debussy liet zich voor het schrijven van de sonate beïnvloeden door de muziek van François Couperin. In de sonate komen hele-toons en pentatonische toonladders voor, wat door Debussy vaak werd gebruikt. De sonate vergt een technische gevorderdheid door het gebruik van bijvoorbeeld pizzicato met de linkerhand en het spelen van spiccato.